# Eureka (Dakota del Sud)
Eureka è un centro abitato (city) degli Stati Uniti d'America, situato nella contea di McPherson nello Stato del Dakota del Sud. La popolazione era di 868 persone al censimento del 2010.

## Storia
La città di Eureka è stata fondata nel 1887, e il nome deriva da un'esclamazione greca chiamata "Eureka" che vuol dire "ho trovato"

## Geografia fisica
Eureka è situata a 45°46′09″N 99°37′19″W (45.769069, -99.621953).
Secondo lo United States Census Bureau, ha un'area totale di 1,00 miglia quadrate (2,59 km²).

## Società

### Evoluzione demografica
Secondo il censimento del 2010, c'erano 868 persone.

### Etnie e minoranze straniere
Secondo il censimento del 2010, la composizione etnica della città era formata dal 98,2% di bianchi, lo 0,2% di asiatici, e l'1,6% di due o più etnie. Ispanici o latinos di qualunque razza erano l'1,2% della popolazione.